# Telero
Le telero (pluriel : teleri) est un terme italien qui définit un support pictural, un cadre en bois sur lequel est montée une toile de lin ou de chanvre, souvent de grandes dimensions, appliquée sur un mur et peinte à la peinture à l'huile.
Ce support pictural est typique de l'art vénitien ; le terme dérive du mot vénitien teler, qui signifie cadre. Cette technique permet une dégradation mineure par rapport à la fresque, dans les conditions particulières de forte humidité, typiques de la ville lagunaire.
Elle s'est répandue à Venise à partir du XIVe siècle, dans les églises et les salles des confréries. Les tableaux de Gentile Bellini, de Carpaccio et du Tintoret sont connus. À l'époque baroque, la technique a également été adoptée dans d'autres villes italiennes, notamment à Gênes avec les œuvres de Francesco Solimena.